# Leptasterias subarctica
Leptasterias subarctica är en sjöstjärneart som beskrevs av Alexander Michailovitsch Djakonov 1938. Leptasterias subarctica ingår i släktet Leptasterias och familjen trollsjöstjärnor. Inga underarter finns listade i Catalogue of Life.